# 파올라 피타고라
파올라 피타고라(Paola Pitagora, 1941년 8월 24일 ~ )는 이탈리아의 배우이다.

## 출연 작품
- 리볼버 (1973)
- 모스크바의 야간 탈출 (1972)
- 로우 브레이커스 (1971)
- 인 서치 오브 그레고리 (1970)
- 싸이크아웃 포 머더 (1969)
- 호주머니 속의 손 (1965)
- 비엔나 스파이 추적 (1965)
- 카포 (1960)